# Жангызкудук
Жангызкудук (каз. Жалғызқұдық) — село в Целиноградском районе Акмолинской области. Административный центр Жарлыкольского сельского округа. Код КАТО — 116647100.

## География
Село расположено в южной части района, на расстоянии примерно в 43 километров (по прямой) к югу от административного центра района — села Акмол.
Абсолютная высота — 360 метров над уровнем моря.
Климат холодно-умеренный, с хорошей влажностью. Среднегодовая температура воздуха положительная и составляет около +4,5°С. Среднемесячная температура воздуха в июле достигает +20,8°С. Среднемесячная температура января составляет около -13,9°С. Среднегодовое количество осадков составляет около 390 мм. Основная часть осадков выпадает в период с июня по июль.
Ближайшие населённые пункты: село Жарлыколь — на востоке, село Маншук — на северо-западе.
Близ села проходит автодорога областного значения — КС-5 «Кабанбай батыра — Жангызкудук — Оразак».

## История
Основано в 1895 году немецкими переселенцами с Поволжья.

## Население
В 1925 году — 112 жителей.
В 1989 году — 2093 жителя, из них 69 % — немцы.
В 1999 году население села составляло 1990 человек (964 мужчины и 1026 женщин). По данным переписи 2009 года в селе проживали 1883 человека (923 мужчины и 960 женщин).
| Численность населения | Численность населения | Численность населения | Численность населения |
| 1925                  | 1989                  | 1999                  | 2009                  |
| --------------------- | --------------------- | --------------------- | --------------------- |
| 112                   | ↗2093                 | ↘1990                 | ↘1883                 |

## Известные жители и уроженцы
- Бурбах, Давид Вильгельмович (1926—1984) — Герой Социалистического Труда.

## Инфраструктура[6]
- Старшая школа №24
- Врачебная амбулатория
- Детский сад
- Комплексный блок-модуль ТОО «Аквалалиф»